# Paracoccus trichinus
Paracoccus trichinus är en insektsart som beskrevs av De Lotto 1964. Paracoccus trichinus ingår i släktet Paracoccus och familjen ullsköldlöss.
Artens utbredningsområde är Uganda. Inga underarter finns listade i Catalogue of Life.